# Awolnation
Awolnation (обычно пишется AWOLNATION) — американский коллектив, образованный в 2010 году Аароном Бруно. До AWOLNATION Бруно был участником Under the Influence of Giants, Hometown Hero и Insurgence. У группы подписан контракт с Better Noise Music, их первый EP «Back from Earth» вышел на iTunes.

## История

### Возникновение коллектива, «Back from Earth» (2009—2010)
История AWOLNATION началась, когда Red Bull Records пригласили Аарона Бруно, чтобы предложить ему в безвозмездное пользование студию Los Angeles CA. Там он записал несколько песен и в конце концов заключил с ними партнёрский контракт, предоставляющий ему возможность записывать то, что он посчитает нужным. Бруно пишет песни в одиночку, а потом показывает их близким друзьям, родственникам или уважаемым лично им артистам, чтобы узнать их мнение.
Название группы соотносится со школьным прозвищем Аарона Бруно. В своём интервью Кристен Хаузер на LA Music Blog, он заявил, что «предпочитает уходить не прощаясь, потому что так проще — вот откуда прозвище Awol», то есть «находящийся в самовольной отлучке».

### «Megalithic Symphony», выступления (2011—2014)
Группа записала дебютный альбом Megalithic Symphony в цифровом формате 15 марта 2011, а 29-го Red Bull Records выпустили диск. «Megalithic Symphony» состоит из 15 треков, включая синглы «Sail», «Not Your Fault», и «Kill Your Heroes» (продюсером которых является Брайан Уэст). Вместе с этим вышли и бонус-треки, которые могут также прилагаться к альбому, в зависимости от выпуска.
Первый сингл группы взлетел на вершину Billboard Rock Songs, став платиновым в США и дважды платиновым в Канаде. Особое внимание сингл привлёк, когда начал использоваться в качестве саундтрека к видео бэйсджамперов и скайдайверов, а также Джеба Корлисса. «Sail» использовался в эпизоде «Whiskey Tango Foxtrot» сериала «The Good Wife» на канале CBS, в шоу «House» на канале Fox, рекламе Nokia Lumia, а также компанией Portugal Telecom для рекламы 4G. «Sail» сопровождает один из роликов проекта Are You From Here?, его использовала Соня Тэеэ (Sonya Tayeh) для своего выступления в шоу «So You Think You Can Dance» (девятый сезон, эпизод 6). В пятом эпизоде («Dog Soldiers») сериала «Longmire» использован этот же трек. Он же звучит в триллере «Playback» (2012) с Кристианом Слейтером, Тоби Хэмингуэем, Дженнифер Миссони и др. Кроме того, компания BMW использовала «Sail» для презентации нового автомобиля Olympic. В конце концов, эту же песню использовали на CBC Hockey Night во время проведения игры между Vancouver Canucks и Toronto Maple Leafs. Некоторые другие их композиции можно так же услышать на спортивных мероприятиях мирового уровня и репортажах с них. Также «Sail» можно услышать в трейлере фильма Ридли Скотта «The Counselor».
Песня группы «Burn it Down» появляется в сериале «Сыны анархии» (эпизод «To Be, Act 1»), и является одной из песен на радио в игре Saints Row IV. Другая их песня «Guilty Filthy Soul» была использована в эпизоде «Break On Through» сериала «Дневники вампира». Композиции «Sail» и «All I Need» можно услышать в первом сезоне сериала Common Law (двенадцатый эпизод «Gun!»). «Sail» также была использована в сериале «Милые обманщицы» (сезон 4, эпизод «Hot for Teacher»).
6 июня 2012 группа разместила мини-альбом «I’ve Been Dreaming» на их официальном сайте для бесплатного скачивания. Мини-альбом включает в себя 3 невыпущенные песни, («I’ve Been Dreaming», «Shoestrings», «Swinging From The Castles») и записанные live-версии «Kill Your Heroes», «Not Your Fault», и «People» с выступления в Торонто.
Весной 2013 они выпустили две новые песни, «Thiskidsnotalright» и «Some Kind of Joke». «Some Kind of Joke» появляется второй в альбоме Iron Man 3: Heroes Fall (Music Inspired by the Motion Picture), саундтреке к фильму «Железный человек 3». Трек «Thiskidsnotalright» используется в игре Injustice: Gods Among Us.
Значительный успех «Megalithic Symphony» и «Sail» привлёк к группе широкое внимание фанатов различных жанров музыки. Группа стала принимать участие в разнообразных музыкальных фестивалях, а также давать собственные туры. В 2011—2014 годах AWOLNATION дали 306 концертов, 113 из них — в 2012 году, в поддержку альбома и синглов.

### Run (2014 — 2017)
На официальном сайте Red Bull было объявлено, что их новый альбом выйдет "где-то в 2014". Несмотря на то, что в 2014 альбом не был выпущен, было подтверждено, что он находится в производстве. 7 июня 2014 года, они исполнили новую песню под названием "Kooks Everywhere" на музыкальном фестивале Rock am Ring. В ноябре 2014 года Аарон объявил, что их второй альбом находится в процессе микширования и что он выйдет в середине марта 2015 года. 10 января 2015 появилась информация, что кавер-версия песни I'm On Fire будет включена в саундтрек к фильму Пятьдесят оттенков серого. 15 января было объявлено, что 26 января будет выпущен первый сингл со второго альбома под названием Hollow Moon (Bad Wolf). 26 января официальный клип на сингл был выпущен на YouTube-канале Red Bull Records. Кроме того, было сказано, что Run будет выпущен 17 марта 2015 года, и альбом стал доступен для предварительного заказа на сайте группы вместе со свободным скачиванием песни Hollow Moon (Bad Wolf). 17 марта 2015 года группа выпустила второй альбом - Run.

### Here Come the Runts (2018 — 2019)
Свой третий альбом группа выпустила 2 февраля 2018 года.
Альбом был записан в домашней студии Аарона Бруно в прибрежных горах Калифорнии, и пейзаж сильно повлиял на музыкальную атмосферу. «В альбоме есть энергетика гор и окружающей местности. Это запись „без ГМО“. В ней нет подделки. Вокал не обработан. Это всё живая запись», — говорит лидер группы Аарон Бруно. Он также добавляет, что пластинка звучит как поп-рок, наподобие Dire Straits, The Cars или «Born in the U.S.A.» Брюса Спрингстина.

### Angel Miners & The Lightning Riders (2020 — 2021)
Выпуск альбома планируется 24 апреля 2020 года.  Ранее группа выпустила несколько синглов из нового альбома.
24 апреля 2020 года альбом стал доступен для прослушивания.
13 октября 2020 Песня "Battered, Black & Blue" вошла в саундтрек к игре NHL 21
21 ноября 2020 года на YouTube канале коллектива вышла домашняя версия альбома "Angel Miners & The Lightning Riders"

### My Echo, My Shadow, My Covers And Me (2022 — настоящее время)
Выпуск альбома планируется 6 мая 2022 года.
21 января 2022 года группа выпускает сингл «Wind of Change» с участием Brandon Boyd из Incubus и Portugal. The Man
2 февраля 2022 года группа в своем официальном инстаграме объявляет о выпуске нового альбома
25 февраля 2022 года группа выпускает сингл "Beds Are Burning" с участием Tim McIlrath из Rise Against

## Состав группы
- Аарон Бруно — солист (2009 - настоящее время)
- Исаак Карпентер — ударные, перкуссия, бэк-вокал (2014 - настоящее время)
- Зак Айронс — ведущая гитара, бэк-вокал (2015 - настоящее время)
- Дэниэль Саслоу — обработка звука, клавишные (2016, 2017 - настоящее время)

## Дискография
Мини-альбомы:
- Back from Earth (2010)
- RE/SAIL (2012)
- I've Been Dreaming (2012)

Альбомы:
- Megalithic Symphony (2011)
- Run (2015)
- Here Come the Runts (2018)
- Angel Miners & The Lightning Riders (2020)
- My Echo, My Shadow, My Covers & Me (2022)
- The Phantom Five (2024)